# 長谷川幸男
長谷川 幸男（はせがわ ゆきお、1927年(昭和2年)5月9日 - 2016年(平成28年)5月23日）は、日本のロボット研究者、エンジニア。学位は、博士（工学）（早稲田大学）。同名誉教授。精工舎技術課長、能率課長、早稲田大学生産研究所助教授、同大学システム科学研究所教授を歴任。国際ロボット連盟や国際建設ロボット学会では会長を務め、産学共同の建設ロボット化プロジェクト「WASCOR」を主導した。1977年に第1回エンゲルバーガー賞を受賞し、2015年には瑞宝中綬章を受章している。

## 来歴・人物
長谷川は1951年に早稲田大学理工学部工業経営学科（機械分科）を卒業し、精工舎へ入社。生産技術に携わる。1957年から1958年にかけてミシガン大学に滞在し、生産技術を研究する。
アメリカから帰国後は引き続き生産技術に携わるとともに、技術課長や能率課長を務める。1965年より早稲田大学生産技術研究所助教授に転任。同研究所はシステム科学研究所に改変され、1971年からは教授となる。
1980年頃には、産学連携で実施された「建築用コンクリート打ち込み型わくのハンドリング組立自動化モデル策定研究」の委員長を務め、1982年からは11社と共同で建設ロボット化共同プロジェクト「WASCOR」を開始する。このプロジェクトは15年間に及び、31件の特許が出願された。また、システム科学研究所では、社会人向けのロボット講座も実施している。
1978年と1989年にはスイスのローザンヌ工科大学客員教授として、組み立てロボットの研究開発に協力する。また、ロボットの国際標準規格制定に関する活動にも関与した。この間、1985年に体調を崩し、委員会の役職を代わってもらうこともあった。1990年頃には、国際ロボット連盟（IFR）と国際建設ロボット学会（IAARC）では会長を務めた。
学術的な研究としては、ロボットの関節構成に関する研究、建設作業の解析や建設作業のロボット化に関する研究を進めている。なお、1998年に『建築作業におけるロボット化の技法に関する研究』として博士論文をまとめ、論文博士で博士（工学）の学位を取得している。
なお長谷川は伊豆高原に別荘を持っており、研究室の夏合宿で学生達を招待していた。また、正月には自宅に学生を招いており、夫人が手料理を提供していたという。1997年度いっぱいで早稲田大学を定年退職し、同大学名誉教授となる。
定年後も2001年開催の国際会議でバンケットのスピーチを担当したり、2003年の学会誌に解説を執筆した。また、晩年は財団の表彰や研究助成で審査委員を務めたり、企業の研究協力に携わったりするとともに、東京工業大学准教授の長谷川修が立ち上げたベンチャー企業「SOINN株式会社」でも取締役相談役を務めた。2016年5月23日死去。

## 受賞・栄典
- 日本工学アカデミー 会員[2][35]
- 1977年 - 第1回 エンゲルバーガー賞 受賞[10]。
- 1990年 - 第7回 ゴールデン・ロボット賞 受賞[7]。
- 1990年 - 通商産業大臣賞[7]
- 2002年 - 日本ロボット学会 名誉会員（名誉顧問）[7][36]
- 2012年 - 日本ロボット学会 設立特別功労賞[37]
- 2015年 - 瑞宝中綬章[11]

## 著作

### 学位論文
- 『建築作業におけるロボット化の技法に関する研究』早稲田大学〈博士論文（乙第1365号）〉、1998年3月5日。[注釈 4]

### 著書
- 『多品種少量生産システム』 日刊工業新聞社、1970年（編集）
- 『応用ロボット工学』 朝倉書店、1984年5月、ISBN 978-4-254-23035-2（監修翻訳）[注釈 5]
- 『ロボットと社会』 岩波書店〈New science age 12〉、1985年8月、ISBN 4000076620（単著）
- 『建設作業のロボット化』 工業調査会、1999年6月、ISBN 4769321457（編著）

### 解説
（建設ロボット）
- 「産業用ロボットの建設工事への応用に関する実用化のステップ」『コンクリート工学』第19巻第12号、1981年、22-29頁。（共著）
- 「建設におけるロボットと自動施工」『計測と制御』第31巻第4号、1991年、479-484頁。
- 「建設ロボットの最近の話題」『日本ロボット学会誌』第11巻第1号、1993年、67-70頁。
- 「建設ロボット ―実用化のための諸課題―」『日本ロボット学会誌』第21巻第3号、2003年、232-235頁。

（ロボットと社会）
- 「社会システムとロボット」『日本ロボット学会誌』第1巻第1号、1983年、38-43頁。
- 「社会の立場から見たロボットの課題」『日本ロボット学会誌』第3巻第1号、1985年、22-29頁。（共著）

（ロボット・標準化）
- 「製造環境下におけるロボット国際標準について (ISO/TC 184/SC 2)」『日本ロボット学会誌』第4巻第1号、1986年、24-27頁。
- 「〔座談会〕ロボット標準化の現状と今後の課題」『日本ロボット学会誌』第4巻第1号、1986年、47-53頁。

（ロボット・生産システム）
- 「人間・ロボット・工場 ―未来の生産システム―」『精密機械』第41巻第480号、1975年、62-66頁。
- 「QWLとロボット」『計測と制御』第16巻第1号、1977年、111-116頁。
- 「生産システムの自動化におけるロボットの役割」『日本ロボット学会誌』第5巻第3号、1987年、204-210頁。
- 「CIMとは何か」『電気学会論文誌D（産業応用部門誌）』第109巻第3号、1989年、146-149頁。（共著）

（その他）
- 「産業用ロボットとマイクロコンピュータ」『電気学会雜誌』第103巻第5号、1983年、436-438頁。
- 「早稲田大学におけるロボット工学教育」『日本ロボット学会誌』第3巻第6号、1985年、574-578頁。（共著）

### 講演録
- 『匠の技と心とロボット』早稲田大学図書館 請求番号 8T-346（非売品）、104分[28]